# جون إتش جيبسون
جون ه جيبسون (بالإنجليزية: John H. Gibson) (و. 1959  م) هو أمريكي، هو عضوٌ في الحزب الجمهوري.

## التعليم
تعلم في جامعة تكساس، أوستن.